# Bonstetten (Adelsgeschlecht)

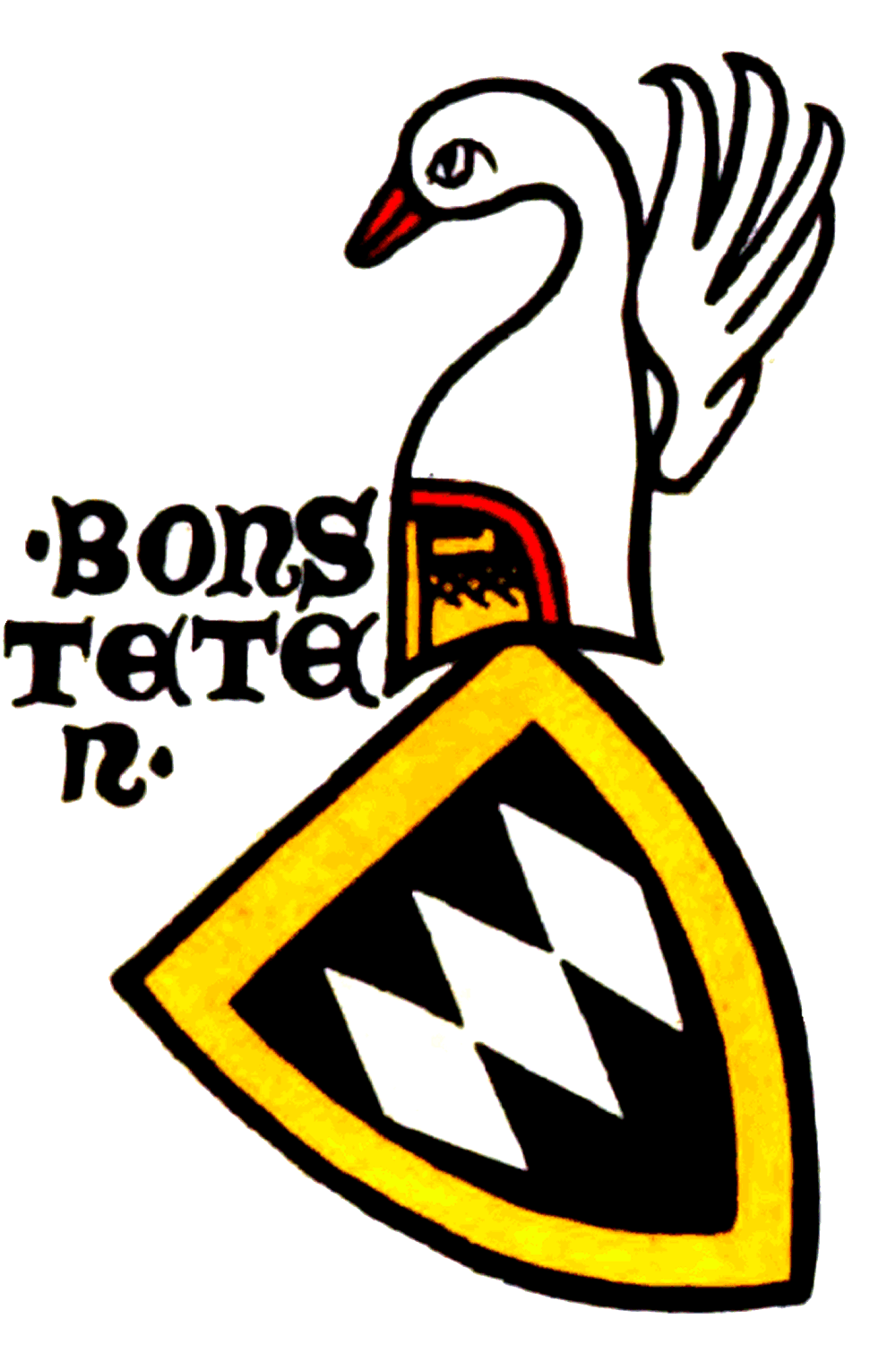
Stammwappen derer von Bonstetten (Zürcher Wappenrolle, um 1340)

Die Freiherren von Bonstetten sind ein ursprünglich alemannisches Uradelsgeschlecht. Namensgebender Stammsitz der Familie ist die Gemeinde Bonstetten bei Zürich. Zweige des Geschlechts bestehen bis heute.

## Geschichte
Erstmals urkundlich erwähnt wurde die Familie im Jahre 1122 mit Henricus de Bonstadin als nobilis vir. Angehörige waren Edelherren in hohen sozialen und politischen Ämtern. In Bonstetten wurde die Fundstelle einer kleinen Burg 1989 genauer untersucht, vermutlich der Stammsitz. 1155 wirkten Heinricus de Boumstedin, nobilis vir und Conradus bei einer Schenkung an das Kloster St. Martin (Zürich) mit.
Im 13. Jahrhundert stellten sie in drei Generationen die Reichsvögte von Zürich und vom 13. bis zum 14. Jahrhundert mit mehreren Angehörigen auch Landrichter von Thurgau. Im 14. Jahrhundert stellten sie Landvögte in den habsburgischen Landvogteien Aargau, Sundgau und Oberelsass. Hermann von Bonstetten war von 1333 bis 1360 Fürstabt des Klosters St. Gallen.

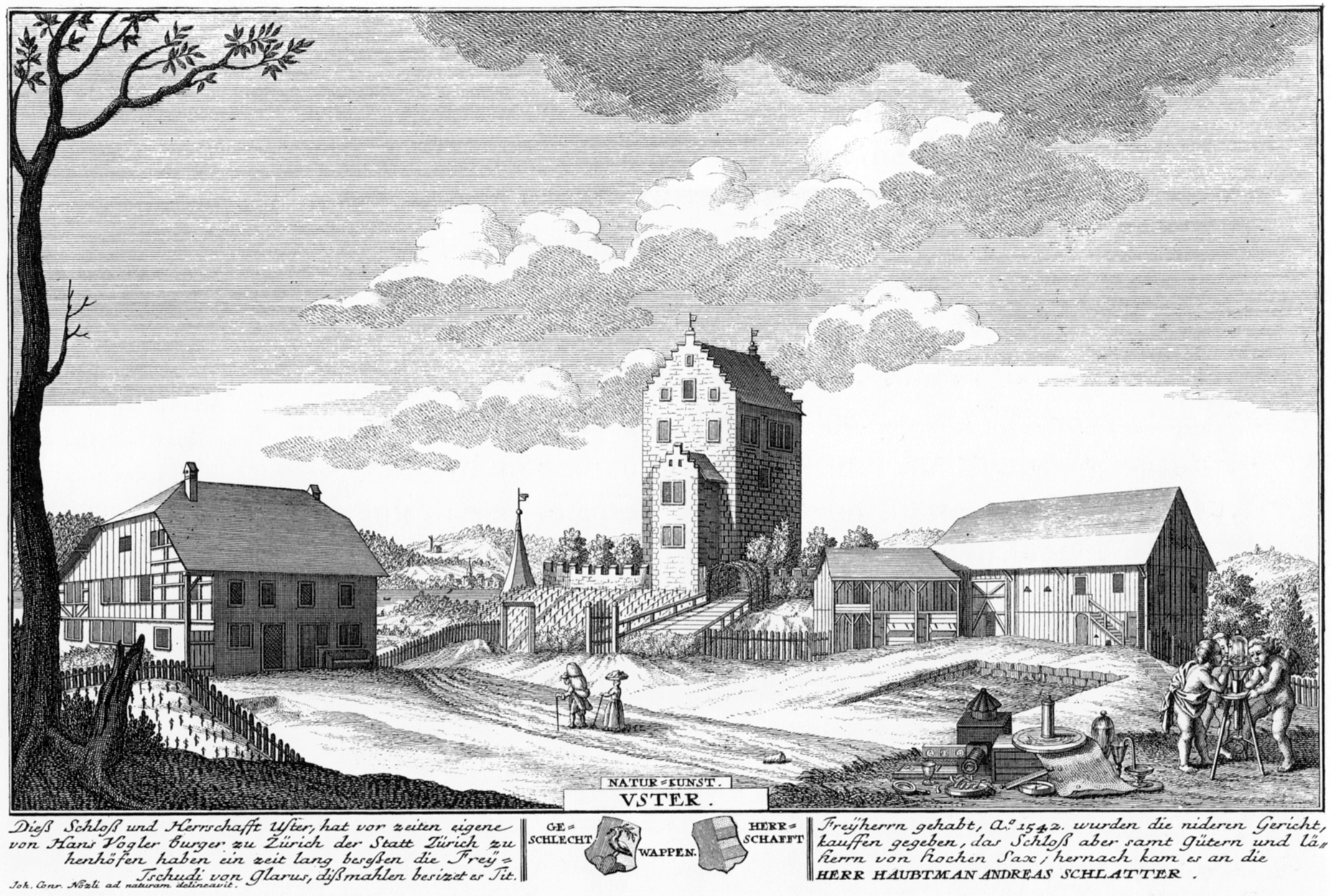
Schloss Uster, von 1267 bis 1534 im Familienbesitz

Die Familie war reich begütert, hauptsächlich in den Besitzungen der Habsburger, mit denen sie auch verschwägert waren. Hauptsitz war von 1267 bis 1534 das Schloss Uster. Kaspar von Bonstetten heiratete Elisabeth Freiin von Sax-Hohensax, die von ihrem Bruder Albrecht I. von Hohensax (1439–1463) die Burg Hohensax, die Burg Frischenberg sowie die Orte Sax und Gams SG erbte. Da Kaspar von Bonstetten Bürger von Zürich war, brannten die Appenzeller 1446 während des Alten Zürichkrieges seine Burgen Hohensax und Frischenberg nieder und annektierten einen Teil der Herrschaft Hohensax. Nur Gams und die Ruine der Burg Hohensax gaben sie 1461 wieder an die Bonstetten zurück. 1497 verkauften sie die Herrschaftsrechte an Schwyz und Glarus.
Im Laufe der Zeit verlor das Geschlecht den Edelherrenstand und gehörte nun zum niederen Landadel, erhielt aber im Jahre 1499 eine diplommäßige Bestätigung der Freiherrenwürde vom späteren Kaiser Maximilian I. Schon während dieser Zeit besaßen Angehörige der Familie das Bürgerrecht von Zürich und Bern. Kurze Zeit später verlegten sie ihre Stammsitze in diese Städte und gelangten dort in den patrizischen Stadtadel.
Die Zürcher Linie erlosch bereits 1606. Die Berner Linie, die zu den bedeutendsten Familien des Berner Patriziats zählte, konnte ihren Landbesitz in der Umgebung der Stadt stark erweitern und brachte eine Reihe von Staatsmännern und Offizieren hervor. 1584 erwarb sie das Schloss Jegenstorf, das im Erbgang bald an die von Wattenwyl fiel. 1599 kam Schloss Vaumarcus durch die Heirat des Freiherrn Johann-Ulrich von Bonstetten (1548–1607) mit Gräfin Anne von Neuenburg-Vaumarcus (1564–1625) an die Familie; in der Kirche Jegenstorf befindet sich eine Wappenscheibe der Eheleute; Vaumarcus fiel durch Heirat 1675 an die von Büren. Auch Schloss Kehrsatz war im 17. Jahrhundert im Besitz der Familie, das Haus Bonstetten in Valeyres-sous-Rances von 1707 bis 1945, in der ersten Hälfte des 18. Jahrhunderts die Campagne Diemerswil, im 18./19. Jahrhundert Schloss Sinneringen und von 1898 bis 1922 bzw. 1933 (bis zur Scheidung von Jean-Jacques von Bonstetten und Betty Lambert, die bereits den Kauf 1922 finanziert hat) der Landsitz Bellerive in Thun.
Aus der Berner Linie kam auch Albrecht von Bonstetten (* um 1445; † etwa 1505). Er war Stiftsdekan des Klosters Einsiedeln und ein bedeutender Humanist. Diese Linie existiert bis heute. Im Berner Münster befindet sich eine Kapelle der Familien Ringoltingen und von Bonstetten.

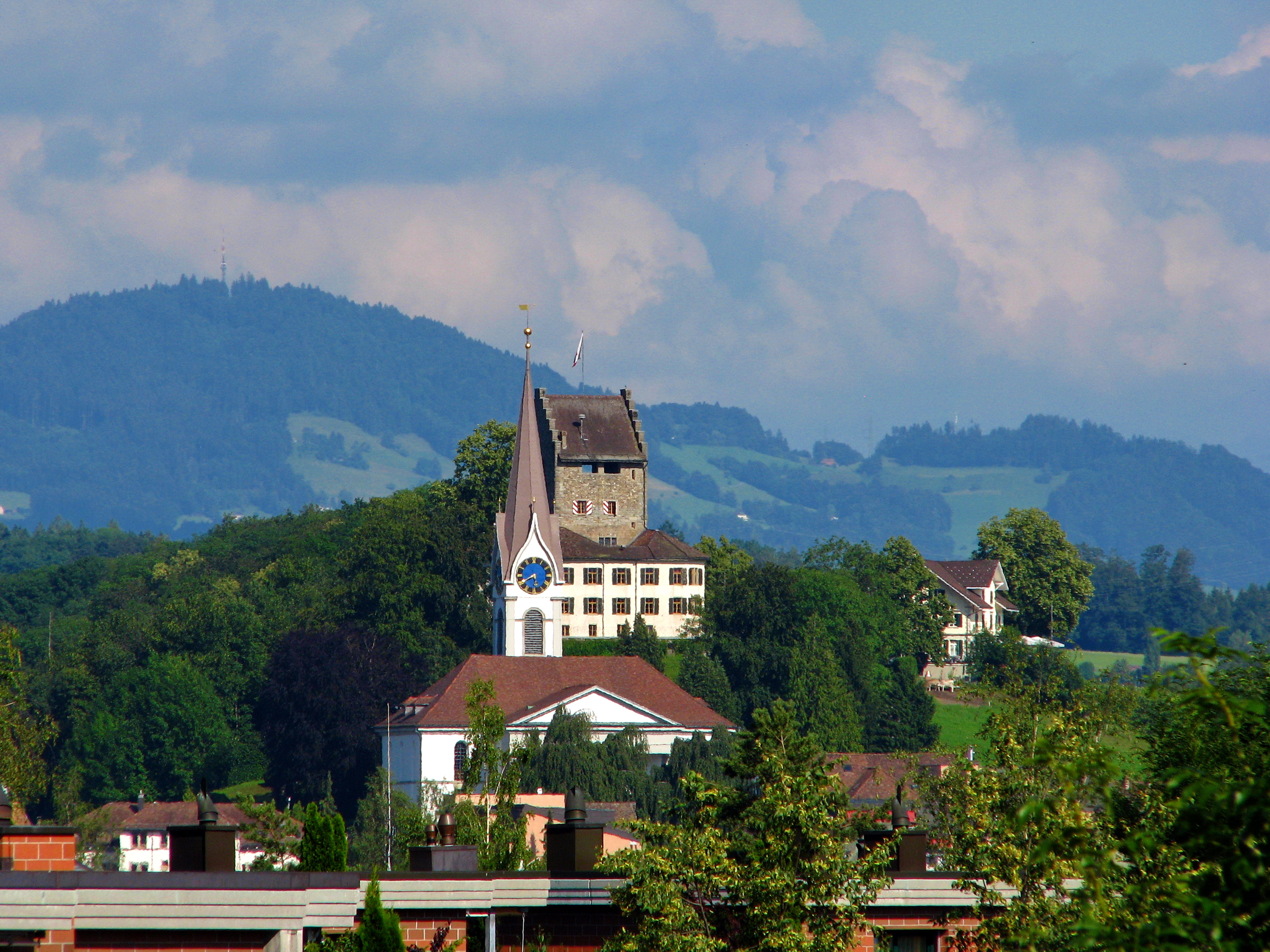
Schloss Uster im Kanton Zürich
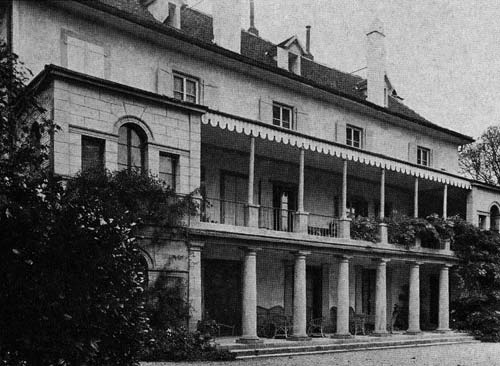
Haus Bonstetten in Valeyres-sous-Rances

## Wappen
Blasonierung: In Schwarz mit goldenen Schildrand, drei aneinanderstoßende geschliffene silberne Rauten balkenweise. Helmzier: «Auf goldbekröntem, goldgerandetem, schräggestelltem silbernen Spangenhelm mit goldenen Spangen und Goldmedaillon an goldener Halskette mit silbern-schwarzer Helmdecke ein auffliegender silberner Schwan.»

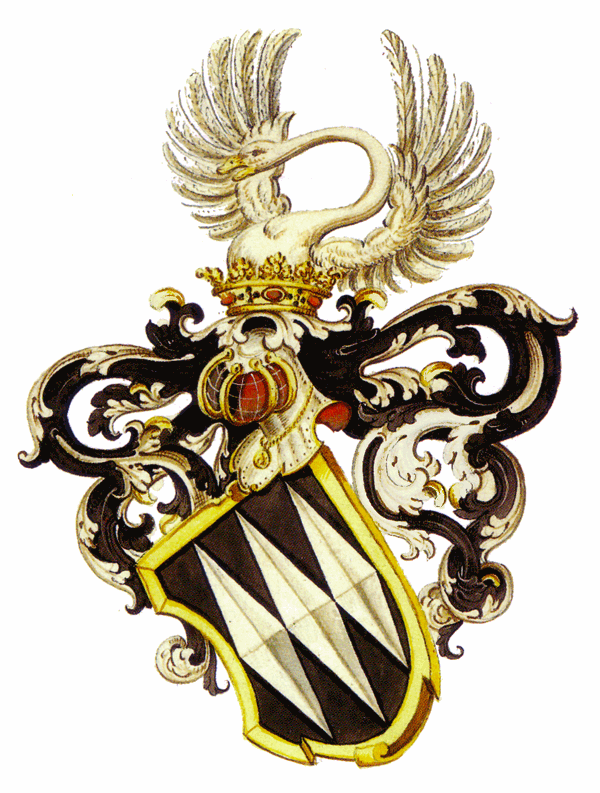
Wappen derer von Bonstetten im Renaissance-Stil
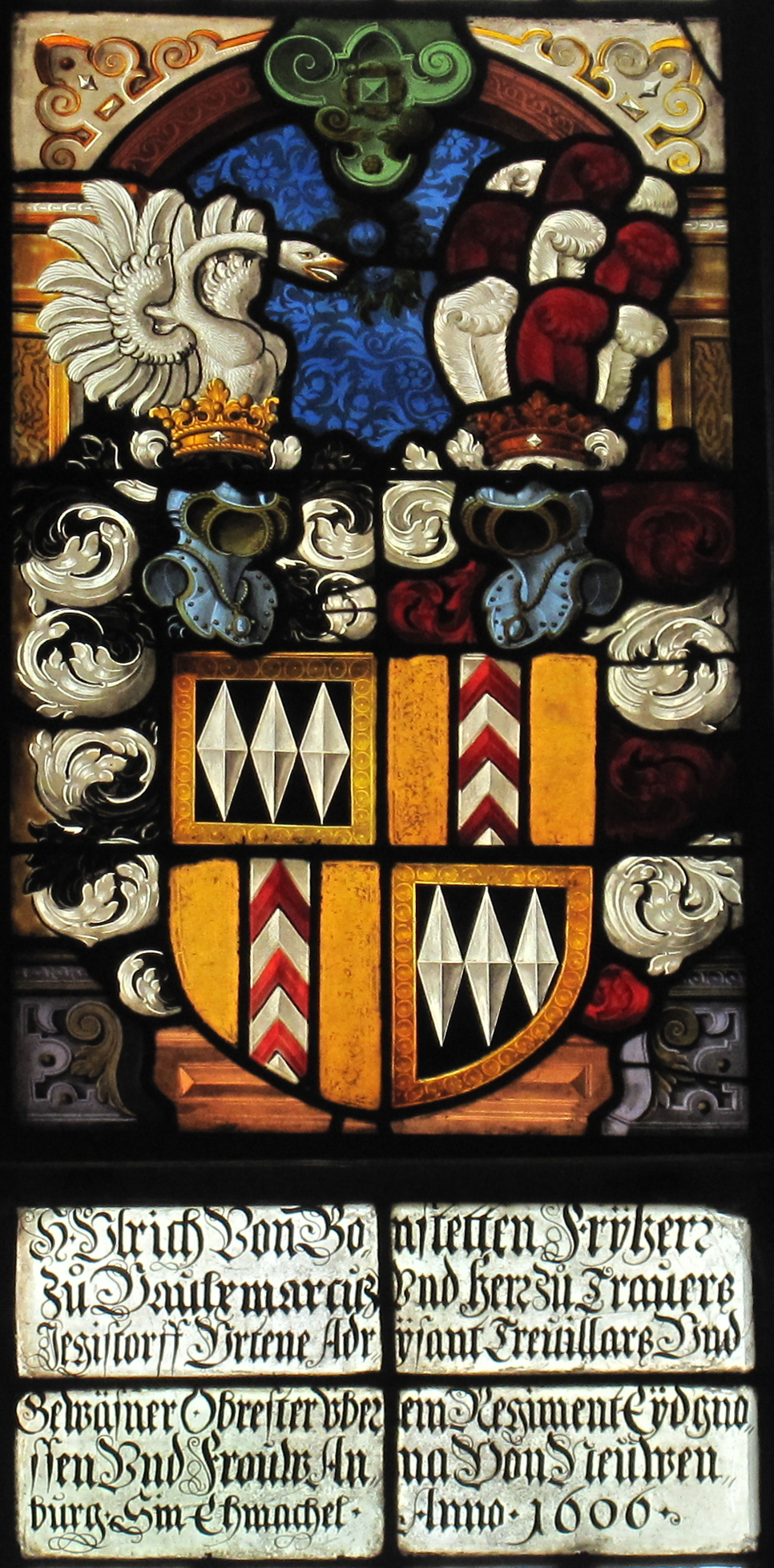
Wappenscheibe des Ulrich von Bonstetten (1548–1607) in der Kirche Jegenstorf
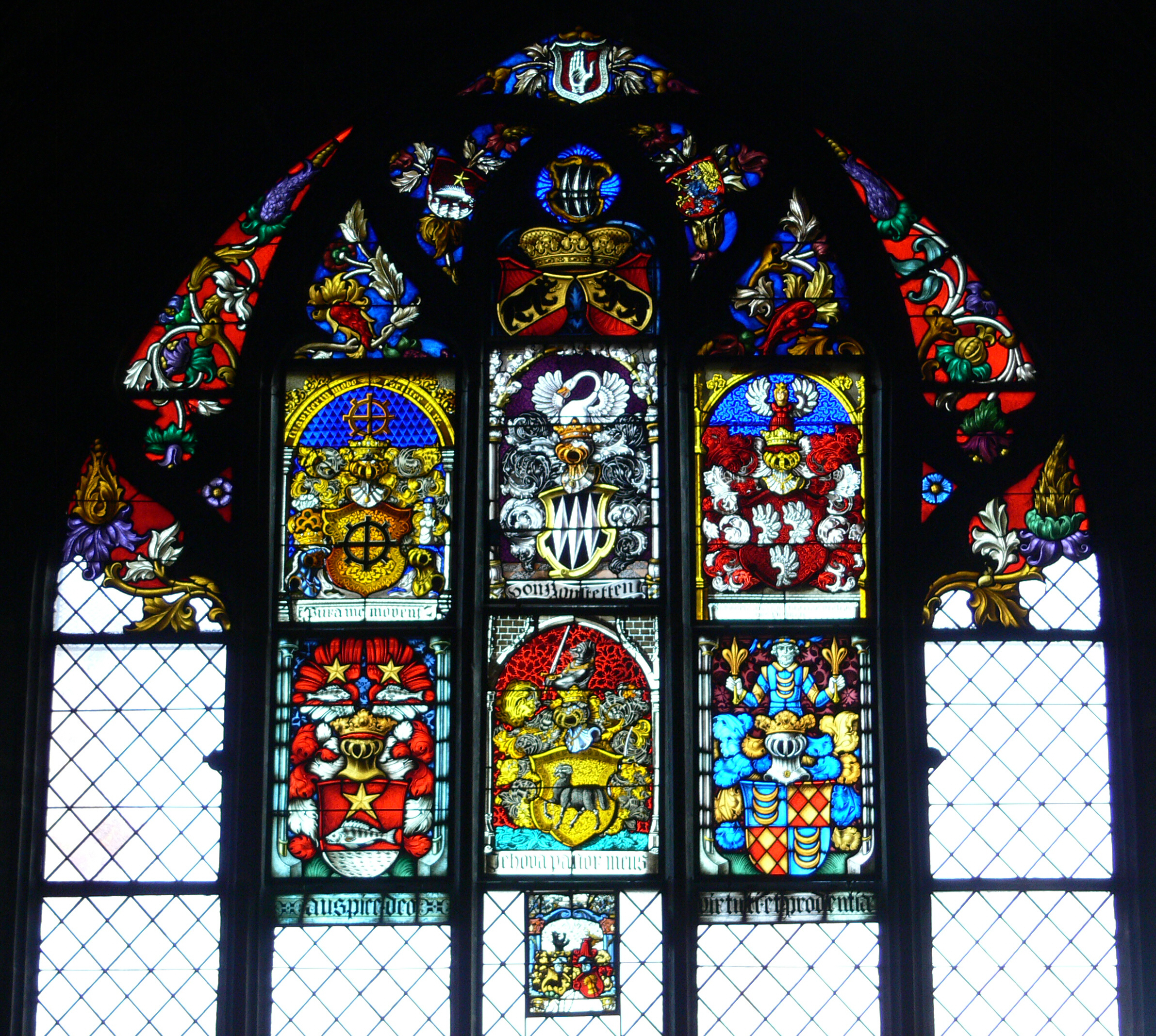
Wappen in der Bonstetten-Kapelle im Berner Münster

## Personen
- Johann von Bonstetten, 1375 bezeugt als Vogt auf der Kyburg
- Albrecht von Bonstetten (1442–etwa 1504), Dekan von Einsiedeln und Humanist

Berner Zweig
- Ulrich von Bonstetten (1548–1607), Herr zu Jegenstorf, Oberst in französischen Diensten
- Karl von Bonstetten (1594–1675), Herr zu Jegenstorf, Freiherr zu Vaumarcus, Landvogt zu Sumiswald, Gesandter nach Savoyen
- Karl Viktor von Bonstetten (1745–1832), Schweizer Schriftsteller
- August von Bonstetten (1796–1879), Schweizer Offizier und Maler
- Gustav von Bonstetten (1816–1892), Schweizer Archäologe
- Walter von Bonstetten (1867–1949), einer der ersten und wichtigsten Führer der Schweizer Pfadfinderbewegung